# Robert Miniak
Robert Miniak (ur. 16 września 1969 w Łodzi) – polski poeta, prozaik.
Łodzianin, absolwent polonistyki Uniwersytetu Łódzkiego. Członek Stowarzyszenia Pisarzy Polskich, (od 2024 Sekretarz Zarządu w Łódzkim Oddziale SPP) Współtwórca i przedstawiciel zjawiska określanego przez krytykę mianem tzw. dykcji łódzkiej. Społecznik, członek LGD STER, kandydat na posła RP z listy PSL.

Autor tomików poetyckich: Refleksy (Piła 2006), Czarne wesele (Wydawnictwo Kwadratura, Łódź 2008), Drzewostany (Wydawnictwo Kwadratura, Łódź 2011), Brat Łata (Wydawnictwo Toposu, Sopot 2019) oraz utworów prozatorskich: Święci z drugiej ręki - wybór opowiadań (Miejska Biblioteka Publiczna im. C.K. Norwida, Świdnica 2013) powieści Gniazdo Kukułek (Wydawnictwo Interior, Łódź 2024).
W latach 2007–2015 został laureatem około 100 ogólnopolskich i międzynarodowych konkursów literackich w tym prestiżowych: im. R. Wojaczka (Mikołów), im. C.K. Norwida (Pruszków), im. K.K. Baczyńskiego (Łódź), im. S. Grochowiaka (Leszno), im. J. Kulki (Łomża), im. H. Poświatowskiej (Częstochowa), im. W. Gombrowicza (Sosnowiec); w dziedzinie prozy: im. Z. Morawskiego (Gorzów Wielkopolski), im. W. Sułkowskiego (Łódź), im. W. Reymonta (Łódź). W 2009 otrzymał nagrodę Marszałka Województwa Łódzkiego w uznaniu za osiągnięcia w dziedzinie twórczości artystycznej, upowszechniania kultury. Wielokrotny Juror w konkursach literackich. Od 2014 roku pełni funkcję doradcy ds. kultury przy Prezydencie Miasta Łodzi.
Publikował w większości rodzimych pism literackich m.in. w „Tyglu Kultury”, „Toposie”, „Fragile”, „Arteriach”, „Strumieniu 2009” (Kanada) i wielu almanachach pokonkursowych m.in. „Lamelli” Kraków. Współautor antologii łódzkich debiutantów Na grani (Stowarzyszenie Pisarzy Polskich Oddział w Łodzi, Biblioteka ARTERII: tom 2, Łódź 2008, ISBN 978-83-88552-61-8). Poszczególne utwory były tłumaczone na języki: angielski, hiszpański, rosyjski, francuski i ukraiński.
Najczęściej jego poetykę określa się mianem autentyzmu z wyraźnymi akcentami ludowymi. Na charakterystyczne cechy jego pisarstwa tj.: rustykalizm, odwoływanie się do archetypów wiejskiego pejzażu i natury zwrócił uwagę recenzent jego tomiku Czarne wesele Leszek Żuliński. Jego prozę cechuje mocno zarysowana analiza psychologiczną bohatera, uwiarygodnione tło historyczne i merytoryczne oraz wciągająca, rozwojowa fabuła.

## Publikacje
- Refleksy, Wydawnictwo: „D.Strugała”, Piła 2007, ISBN 978-83-924090-7-6
- Czarne wesele, Wydawnictwo: „Kwadratura”, Łódź 2008, ISBN 978-83-61680-00-0
- Drzewostany, Wydawnictwo: „Kwadratura”, Łódź 2011, ISBN 978-83-61680-84-0
- Święci z drugiej ręki, Wydawca: Miejska Biblioteka Publiczna im.C.K. Norwida, Świdnica 2013, ISBN 978-83-938243-0-4 – nagroda główna w VI Ogólnopolskim Konkursie na Autorską Książkę Literacką
- Brat Łata , Wydawca: Biblioteka Toposu, Sopot 2019 ISBN  978-83-65662-39-2
- Gniazdo Kukułek: Wydawnictwo Interior, Łódź 2024; ISBN 978-83-973463-0-7